# Matthieu Saunier
Matthieu Saunier (Hyères, Francia, 7 de febrero de 1990), conocido como Saunier, es un futbolista francés. Juega como defensa.

## Trayectoria
Saunier es un defensa central francés formado en el FC Girondins de Bordeaux. Más tarde, jugaría durante 5 temporadas en las filas del  Troyes AC, conjunto que abandonó tras descender a la Ligue 2.
En agosto de 2016 el Granada llegó a un acuerdo con el central francés que milita en el Troyes.

## Selección nacional
Ha sido internacional con la selección Sub-20 en 2 ocasiones.

## Clubes
| Club                       | País    | Año       | Partidos | Goles |
| -------------------------- | ------- | --------- | -------- | ----- |
| F. C. Girondins de Burdeos | Francia | 2009      |          |       |
| Rodez AF (cedido)          | Francia | 2009-2010 | 30       | 2     |
| E. S. Troyes A. C.         | Francia | 2010-2016 | 144      | 7     |
| Granada C. F.              | España  | 2016-2018 | 45       | 1     |
| F. C. Lorient              | Francia | 2018-2021 | 44       | 1     |